# アイソーポス

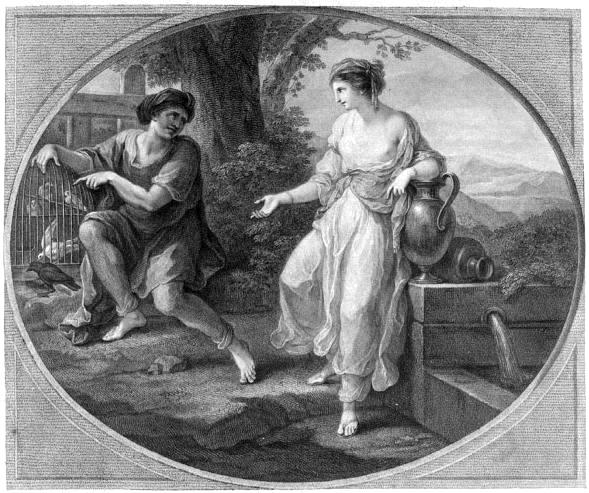
イソップとロードピス

アイソーポス（古希: Αἴσωπος、古代ギリシア語ラテン翻字: Aísōpos、紀元前619年 - 紀元前564年ごろ）は、古代ギリシアの寓話作家。奴隷だったと伝えられる。
日本では英語読みのイソップ (Æsop、Aesop [ˈiːsɒp]) という名でイソップ寓話の作者として知られる。

## 人物
当時の記録がなく、半ば伝説の人物と言われることもあるが、実在したのは確からしい。ヘロドトスの『歴史』2.134 に、歴史上の人物として名が出てくるのが、アイソーポスに関する最初の記述である。
一般に伝えられる話では、元はサモス人の市民イアドモンの奴隷だったが、語りに長けており、解放されたという。また、同じくイアドモンの奴隷だったトラキア人の美女ロードピスと秘密の恋仲にあったとされている。後に寓話の語り手として各地を巡ることになるが、それを妬まれデルポイの市民に殺されたとされる。
彼にまつわる有名な逸話に、主人の旅行の荷物持ちをした時のエピソードがある。かさばる為に他の奴隷達が持つのを嫌がった食料を進んで持ち、旅の終わりには他の奴隷達が疲れ果てながら荷物を運ぶ傍らで、中身が減って軽くなった袋を口笛を吹きながら運んでいたと言われる。

## 生涯
アリストテレスなど古代ギリシアの文献によると、アイソーポスは紀元前620年ごろにギリシアの植民地メセンブリアで生まれたといわれる。しかし、ローマ帝国時代の作家パエドルスなどは、アイソーポスの出生地がフリュギアだと主張している。

## 主な業績
多くの寓話を残したが、現在伝わっている「イソップ寓話」すべてがアイソーポスの創作ではない。それ以前から伝えられていた寓話、後に創作された寓話があとからイソップ寓話とされたりしたほか、アイソーポスの出身地（恐らく、小アジアのどこかだろうといわれている）の民話を基にしたものも多数含まれているとされる。イソップ寓話の多くには、擬人化された動物が登場する。
17世紀にジャン・ド・ラ・フォンテーヌがイソップ寓話を改めて詩の形に書き直したものがよく読まれている。